# Gare de Saint-Léonard-de-Noblat
Ne doit pas être confondu avec Gare de Saint-Léonard ou Gare de Saint-Léonard (Suisse).
La gare de Saint-Léonard-de-Noblat est une gare ferroviaire française de la ligne du Palais à Eygurande - Merlines, située sur le territoire de la commune de Saint-Léonard-de-Noblat dans le département de la Haute-Vienne en région Nouvelle-Aquitaine.
Elle est mise en service en 1880 par l'Administration des chemins de fer de l'État avant de devenir une gare du réseau de la Compagnie du chemin de fer de Paris à Orléans (PO) en 1884.
C'est une gare de la Société nationale des chemins de fer français (SNCF) desservie par des trains  TER Nouvelle-Aquitaine.

## Situation ferroviaire
Établie à 292 mètres d'altitude, la gare de Saint-Léonard-de-Noblat est située au point kilométrique (PK) 407,508 de la ligne du Palais à Eygurande - Merlines, entre les gares ouvertes de Brignac et de Saint-Denis-des-Murs. En direction de cette dernière s'intercale la gare fermée de Farebout.

## Histoire
La gare de Saint-Léonard-de-Noblat est mise en service le 31 décembre 1880 par l'Administration des chemins de fer de l'État lorsqu'elle ouvre à l'exploitation la première section, de la bifurcation du Palais à Eymoutiers, de la ligne de Limoges à Ussel.
Elle devient une gare de la Compagnie du chemin de fer de Paris à Orléans (PO) lorsque celle-ci reprend la concession et l'exploitation de la ligne en 1884.
En 2015, c'est une gare voyageurs d'intérêt local (catégorie C : moins de 100 000 voyageurs par an de 2010 à 2011), qui dispose de deux quais (1 et 2), une traversée de voie piéton (TVP) et deux abris de quai.
En 2021, selon les estimations de la SNCF, la fréquentation annuelle de la gare était de 26 360 voyageurs et de 38 989 voyageurs en 2023.

## Service des voyageurs

### Accueil
C'est une gare SNCF qui dispose d'un bâtiment voyageurs, avec salle d'attente et guichet, ouvert en semaine. Elle est équipée d'un automate pour l'achat de titres de transport TER et d'abris de quai,.
Un passage de niveau planchéié permet la traversée des voies et le passage d'un quai à l'autre.
Un service d'assistance pour les personnes handicapés est disponible en gare.

### Desserte
Saint-Léonard-de-Noblat est desservie par les trains TER Nouvelle-Aquitaine de la relation Limoges-Bénédictins - Ussel ou Eymoutiers-Vassivière (ligne L26). À Ussel une corresspondance en autocars permet de rejoindre la gare de Clermont-Ferrand.

### Intermodalité
Un parc pour les vélos et un parking pour les véhicules y sont aménagés.
Une correspondance peut s'effectuer avec la ligne 204 des cars régionaux de Nouvelle Aquitaine (Haute-Vienne).

## Patrimoine ferroviaire
Le bâtiment voyageurs construit pour l'ouverture de la ligne en 1880, dispose d'un corps principal, à trois ouvertures et un étage sous combles, encadré par deux ailes dans son prolongemnent. une marquise couvre le quai devant le bâtiment.